# Panneau de signalisation routière

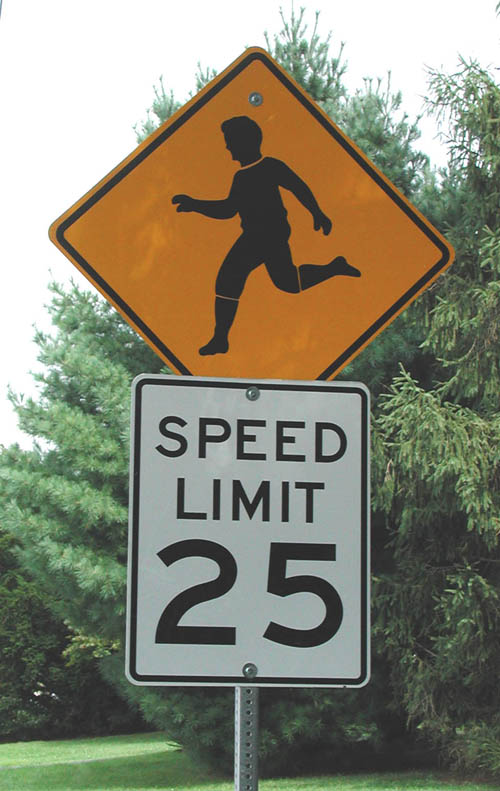
Paire de panneaux aux États-Unis, le premier signalant le passage d'enfants et l'autre indiquant une limitation de vitesse.

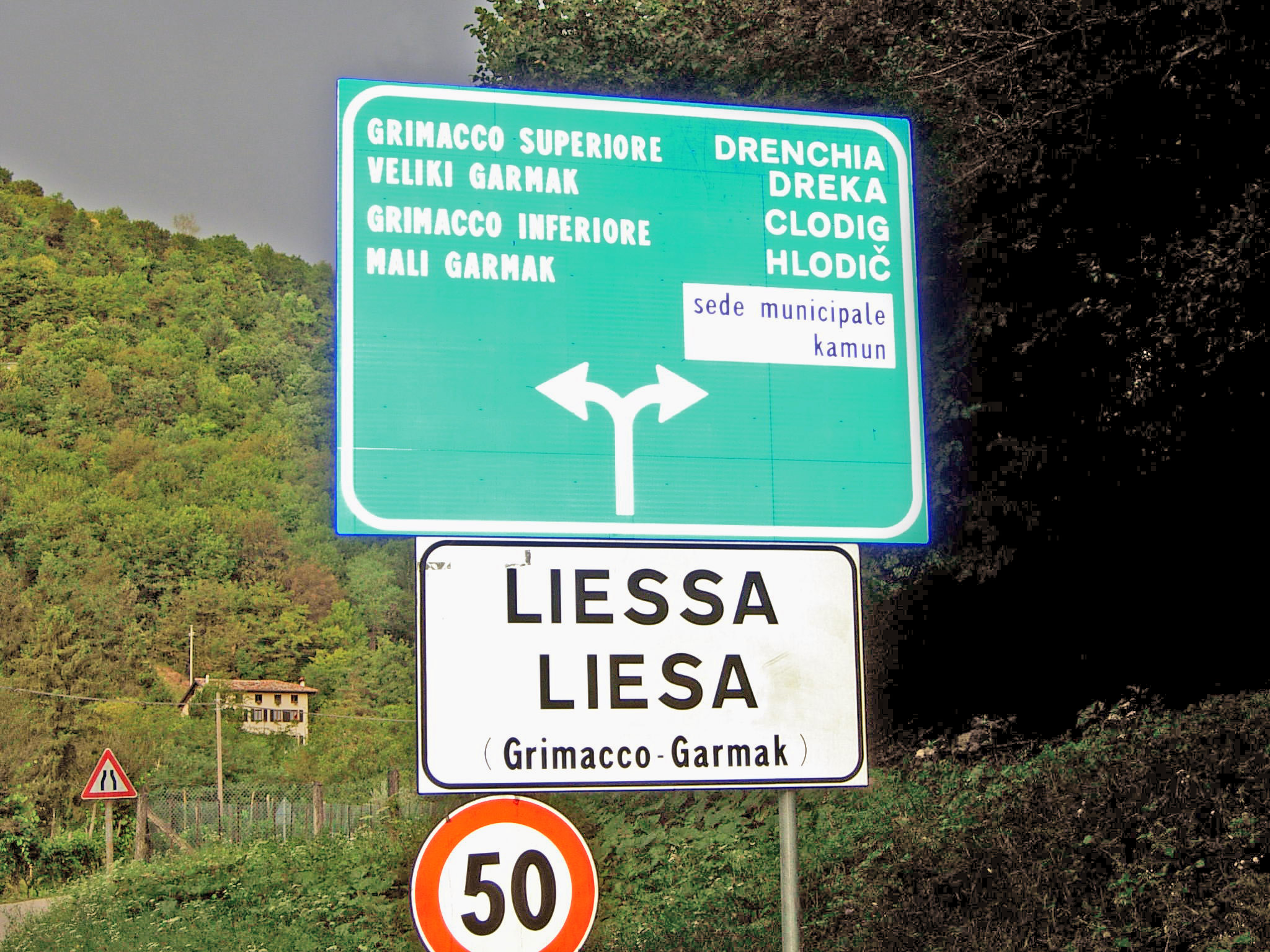
Panneau italien bilingue indiquant l'entrée d'une agglomération.

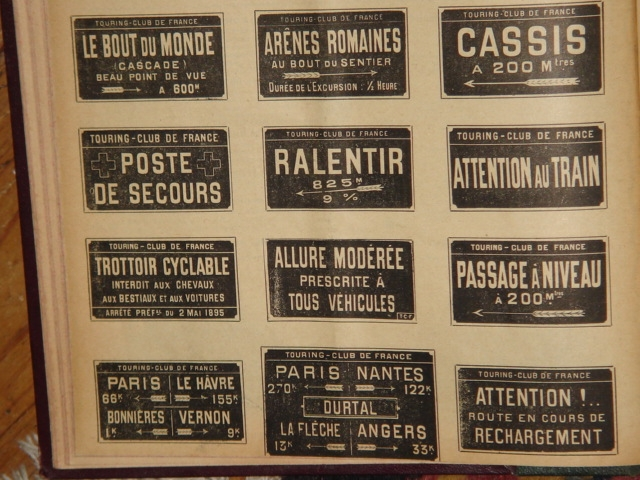
Panneau du Touring club de France en 1904.

Les vitesses maximales autorisées sur la route sur les panneaux de signalisation routière dans le monde:
Kilomètre par heure (km/h)
Mille par heure (mph)
Les deux
Aucun

Les panneaux de signalisation routière sont des éléments de la signalisation routière, c'est-à-dire les signaux et leurs dispositifs de support.
Placés sur le côté ou au-dessus des routes ou bandes de circulation auxquelles ils s'appliquent, ils sont destinés à
- indiquer aux usagers quelle voie prendre pour atteindre telle ou telle destination;
- indiquer ou rappeler diverses prescriptions de police ;
- donner diverses informations aux usagers, notamment sur les éventuels dangers qu’ils peuvent rencontrer.

## Histoire
La signalisation routière est aussi vieille que les routes. Les premiers signes furent ceux donnant les directions. L'Empire romain a érigé des bornes, en colonnes de pierres, le long des routes pour indiquer les distances jusqu'à Rome. Au Moyen Âge, les signaux directionnels devinrent courants, indiquant la direction des villes aux carrefours. Inscrites sur des colonnes ou des bornes, les indications sont progressivement, à partir du XVIIIe et au XIXe siècle, placées sur des plaques (en fonte, à partir de 1835), dites plaques de cocher, fixées sur les murs, les croix ou obélisques des carrefours, ou sur des poteaux métalliques.
La signalisation devint beaucoup plus importante avec le développement de l'automobile. Les  principes de base de la plupart des signalisations furent définis le 11 octobre 1908 lors du premier Congrès international de la route qui s'est tenu à Paris.
La représentation symbolique sur les panneaux de circulation (par des pictogrammes, des images de carrefours, etc.) en remplacement de textes, apparaît dès le début du siècle : 1902 en France, 1903 en Italie, 1907 en Allemagne. La convention internationale de Genève de 1909 standardise au niveau international quatre types de signaux : virage, croisement, cassis et passage à niveau.
Depuis cette époque, des changements considérables sont intervenus et le nombre de panneaux différents a considérablement augmenté. En France, le nombre est ainsi passé de 4 en 1909 à 384 en 2007.
L'évolution de la nature des panneaux, considérés comme dispositifs sur lesquels sont implantés des signaux routiers, a quant à elle suivi l'évolution des techniques et des technologies.
Objet du quotidien, le panneau de signalisation a fait l'objet de quelques recherches en géographie, autour de son rôle dans la détermination de la nouvelle relation entre usager de la route et territoire traversé.

## Catégorisation
La Convention de Vienne sur la signalisation routière, adoptée le 8 novembre 1968, reconnaît que l’uniformité internationale des signaux et symboles routiers et des marques routières est nécessaire pour faciliter la circulation routière internationale et pour accroître la sécurité sur la route. Dans son annexe 1, huit catégories de signaux sont définies:
- A. Signaux d'avertissement de danger
- B. Signaux de priorité
- C. Signaux d'interdiction ou de restriction
- D. Signaux d'obligation
- E. Signaux routiers de prescriptions particulières
- F. Signalisation routière d’information, d’installation ou de service
- G. Signaux de direction, de jalonnement ou  d'indication
- H. Panneaux additionnels (placés sous les signaux)

Suivant les pays et les régions, les signaux routiers sont diversement classés.

## Couleur

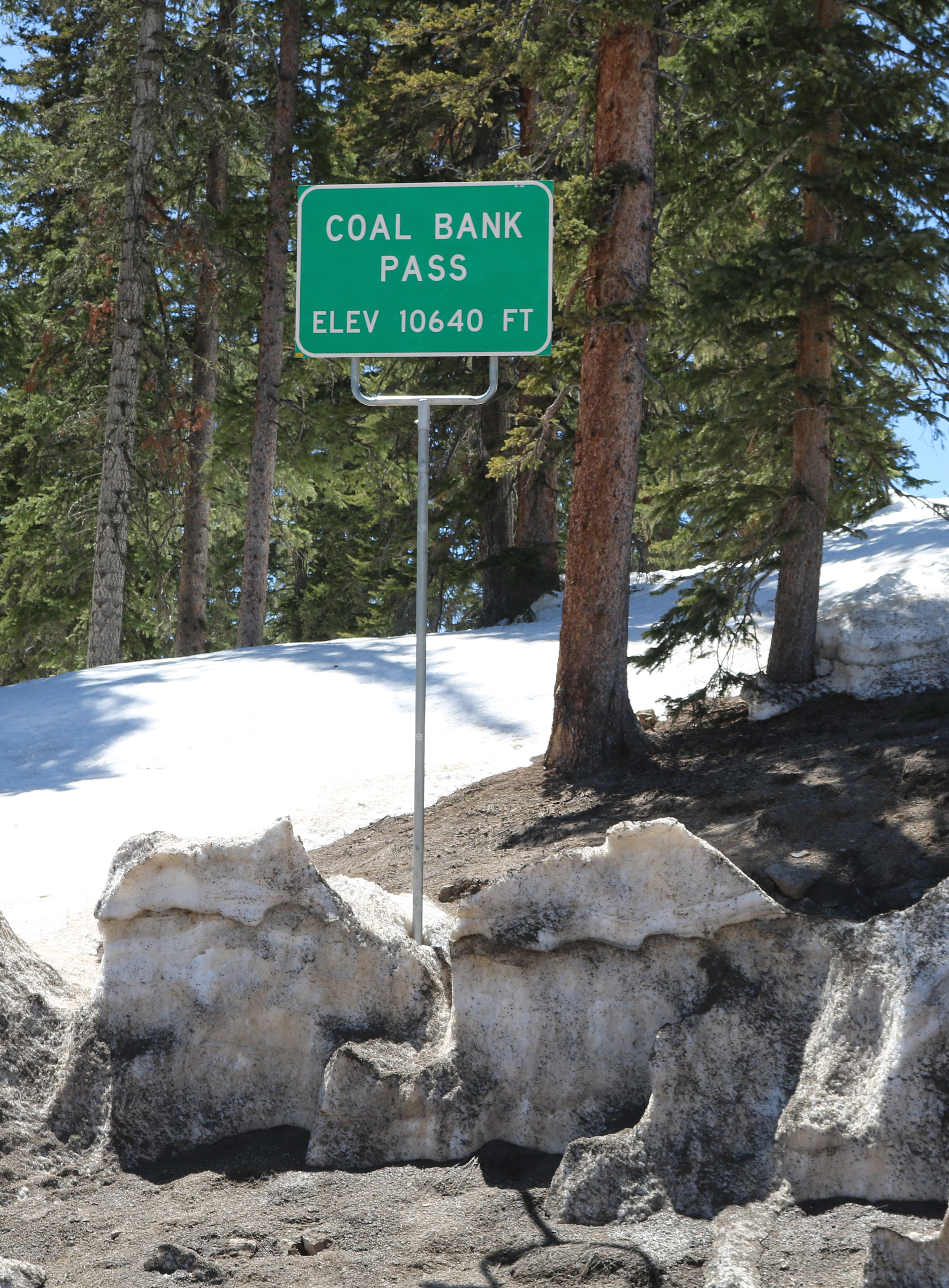
Aux États-Unis, un panneau vert indiquant le passage d'un col, ici le col Coal Bank au Colorado.

La convention de Vienne signée en 1968 avait pour objectif de standardiser la signalisation au niveau international, mais vu la diversité des usages en matière de couleur, elle n'a pu que définir un cadre commun qui convienne à tous. Si un consensus est à peu près atteint sur la signalisation de police, ce n'est pas le cas pour la signalisation de direction.

### Signalisation directionnelle
Selon la convention de Vienne, les signaux d’indication montrent soit des symboles ou inscriptions blancs ou de couleur claire sur fond de couleur foncée, soit des symboles ou inscriptions de couleur foncée sur fond blanc ou de couleur claire. La couleur rouge ne peut être employée qu’à titre exceptionnel et ne doit jamais prédominer.
Les signaux de présignalisation ou de direction concernant les autoroutes ou les routes assimilées aux autoroutes portent des symboles ou inscriptions en blanc sur fond bleu ou vert.
Ainsi la porte est-elle ouverte à de nombreuses configurations. Le tableau suivant présente les couleurs utilisées dans différents pays, qui ne sont pas tous signataires de la convention de Vienne.
| Pays ou région     | Routes secondaires                       | Routes principales                      | Autoroutes |
| ------------------ | ---------------------------------------- | --------------------------------------- | ---------- |
| Allemagne          | Jaune et blanc pour les mentions locales | Jaune                                   | Bleu       |
| Autriche           | Vert et blanc pour les mentions locales  | Vert et blanc pour les mentions locales | Bleu       |
| Belgique           | Bleu                                     | Bleu                                    | Vert       |
| Bulgarie           | Bleu et blanc pour les mentions locales  | Bleu                                    | Vert       |
| Croatie            | Jaune et blanc pour les mentions locales | Bleu                                    | Vert       |
| Danemark           | Blanc                                    | Bleu                                    | Vert       |
| Espagne            | Blanc                                    | Blanc                                   | Bleu       |
| États-Unis         | Blanc                                    | Vert                                    | Vert       |
| Finlande           | Bleu                                     | Bleu                                    | Vert       |
| France             | Blanc                                    | Vert blanc avant 1982                   | Bleu       |
| Grèce              | Bleu                                     | Bleu                                    | Vert       |
| Hongrie            | Vert et blanc pour les mentions locales  | Vert                                    | Bleu       |
| Iran               | Blanc                                    | Vert                                    | Bleu       |
| Irlande            | Blanc                                    | Vert                                    | Bleu       |
| Israël             | Vert                                     | Vert                                    | Bleu       |
| Italie             | Bleu et blanc pour les mentions locales  | Bleu                                    | Vert       |
| Lettonie           | Bleu et blanc pour les mentions locales  | Bleu                                    | Bleu       |
| Lituanie           | Bleu et blanc pour les mentions locales  | Bleu                                    | Vert       |
| Luxembourg         | Jaune et blanc pour les mentions locales | Jaune                                   | Bleu       |
| Norvège            | Blanc                                    | Jaune                                   | Bleu       |
| Pays-Bas           | Blanc (indications locales)              | Bleu                                    | Bleu       |
| Pologne            | Vert et blanc pour les mentions locales  | Vert                                    | Bleu       |
| Portugal           | Blanc                                    | Vert                                    | Bleu       |
| Royaume-Uni        | Blanc                                    | Vert                                    | Bleu       |
| Québec             | Vert                                     | Vert                                    | Vert       |
| République tchèque | Blanc                                    | Bleu                                    | Vert       |
| Roumanie           | Bleu et blanc pour les mentions locales  | Bleu                                    | Vert       |
| Slovaquie          | Blanc                                    | Bleu                                    | Vert       |
| Slovénie           | Bleu et blanc pour les mentions locales  | Jaune                                   | Vert       |
| Suède              | Bleu                                     | Bleu                                    | Vert       |
| Suisse             | Blanc                                    | Bleu                                    | Vert       |
| Turquie            | Blanc                                    | Bleu                                    | Vert       |
| Ukraine            | Bleu                                     | Bleu                                    | Vert       |
| Serbie             | Jaune                                    | Jaune et bleu pour les voies rapides    | Vert       |

## Structure d'un panneau
Un panneau de signalisation, compris en tant que dispositif porteur d'un signal routier, est fixé sur un support qui est lui-même fiché dans le sol dans un massif de fondation ou ancrage. 

### Constituants du panneau

Exemple de support de panneau de police
de section rectangulaire.

La panneau proprement dit est constitué des éléments suivants :
- Le subjectile : matériau servant d’appui aux matériaux de façade des panneaux, qu’ils soient catadioptriques ou non.
- Le bord protecteur : Bord du panneau, pouvant être constitué d’un élément séparé du corps du panneau, conçu pour rigidifier le panneau et réduire la gravité des blessures en cas d’impact physique sur celui-ci
- La face de panneau : Il s’agit du ou des matériau(x) appliqué(s) sur le subjectile pour produire le signal du panneau.
- Le décor  est l’élément graphique, le pictogramme ou le texte qui visualise le message

### Support
Le support est ainsi constitué de l’ensemble des éléments permettant l’implantation des panneaux de signalisation sur site. Il doit assurer la tenue aux sollicitations mécaniques et climatiques de l’ensemble des panneaux qu’il porte.
L'ensemble doit pouvoir résister aux vents soufflant dans la région où est implanté l'ensemble de signalisation, afin d'une part de ne pas se déformer et d'autre part ne pas s'arracher ou se rompre sous l'effet du vent. On calcule le moment fléchissant dû à l'effort du vent sur le ou les panneaux au niveau du sol car il est maximum à ce point. Puis on choisit le support dont le moment maximum admissible est immédiatement supérieur au moment calculé.
Les petits supports, de types cadres carrés ou rectangulaires ou circulaires, portent sur leur partie supérieure un bouchon couvrant pour éviter que l'eau ne pénètre à l'intérieur.
Les supports peuvent être :
- classiques, de section carrée ou rectangulaire, de nos jours généralement en acier galvanisé ou en aluminium ;
- de type mâts;
- de types hauts-mâts ;
- de types potences ;
- de types portiques.

### Le système de fixation
Le système de fixation est constitué de l’ensemble des dispositifs démontables permettant la solidarisation du panneau sur son support.
Il peut ainsi comporter : 
- des brides : simples, ou doubles, lorsque deux panneaux sont fixés dos à dos sur le même support
- des colliers pour les mâts circulaires ;
- des attaches et boulons ;
- des glissières ou rails de fixations;
- des platines de fixation pour les hauts-mâts, potences et portiques de signalisation.

### L’ancrage
L’ancrage ou massif d'ancrage est constitué de l’ensemble des dispositifs permettant d’assurer l’implantation au sol et la stabilité de l’ensemble support-panneau.
L’ancrage est en général constitué de :
- un massif en béton, dit massif d'ancrage ;
- des tiges d’ancrage ;
- une embase permettant la fixation de la partie verticale du support.

## Dimensions
Les dimensions des panneaux de signalisation doivent être telles que le signal soit facilement visible de loin et facilement compréhensible quand on s’en approche. Elles tiennent compte de la vitesse usuelle des véhicules.
Chaque pays définit sa propre réglementation concernant les dimensions de panneaux. En règle générale, il y a quatre catégories de dimensions pour chaque type de signal : petites, normales, grandes et très grandes dimensions
Les signaux de petites dimensions sont employés lorsque les conditions ne permettent pas l’emploi de signaux de dimensions normales ou lorsque la circulation ne peut se faire qu’à allure lente. Ils peuvent aussi être employés pour répéter un signal antérieur. Les signaux de grandes dimensions seront employés sur les routes de grande largeur à circulation rapide. Les signaux de très grandes dimensions seront employés sur les routes à circulation très rapide, notamment sur les autoroutes .

## Position
Les panneaux de signalisation sont placés de manière à pouvoir être reconnus aisément et à temps par les conducteurs auxquels ils s’adressent. Habituellement, ils sont placés du côté de la route correspondant au sens de la circulation. Toutefois, ils peuvent être placés ou être répétés au-dessus de la chaussée.
Tout signal placé du côté de la route correspondant au sens de la circulation devra être répété au-dessus ou de l’autre côté de la chaussée lorsque les conditions locales sont telles qu’il risquerait de ne pas être aperçu à temps par les conducteurs auxquels il s’adresse.

## Panneaux par pays

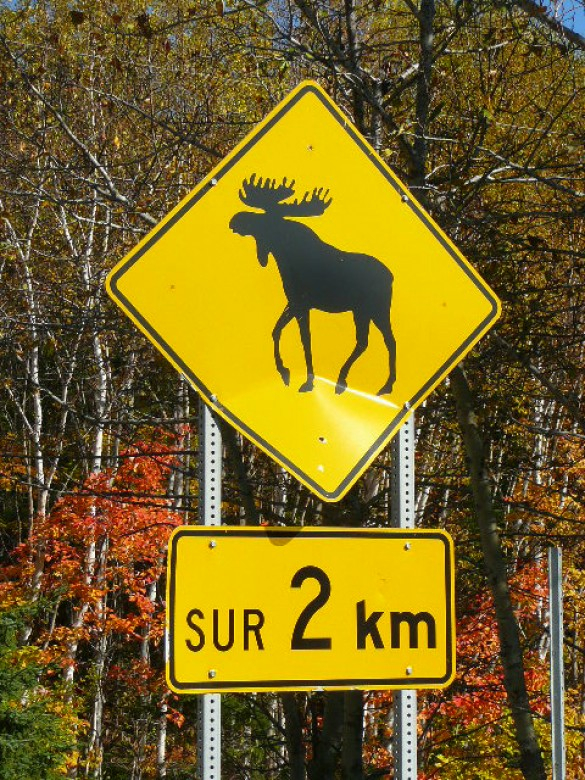
Panneau de signalisation au Québec.

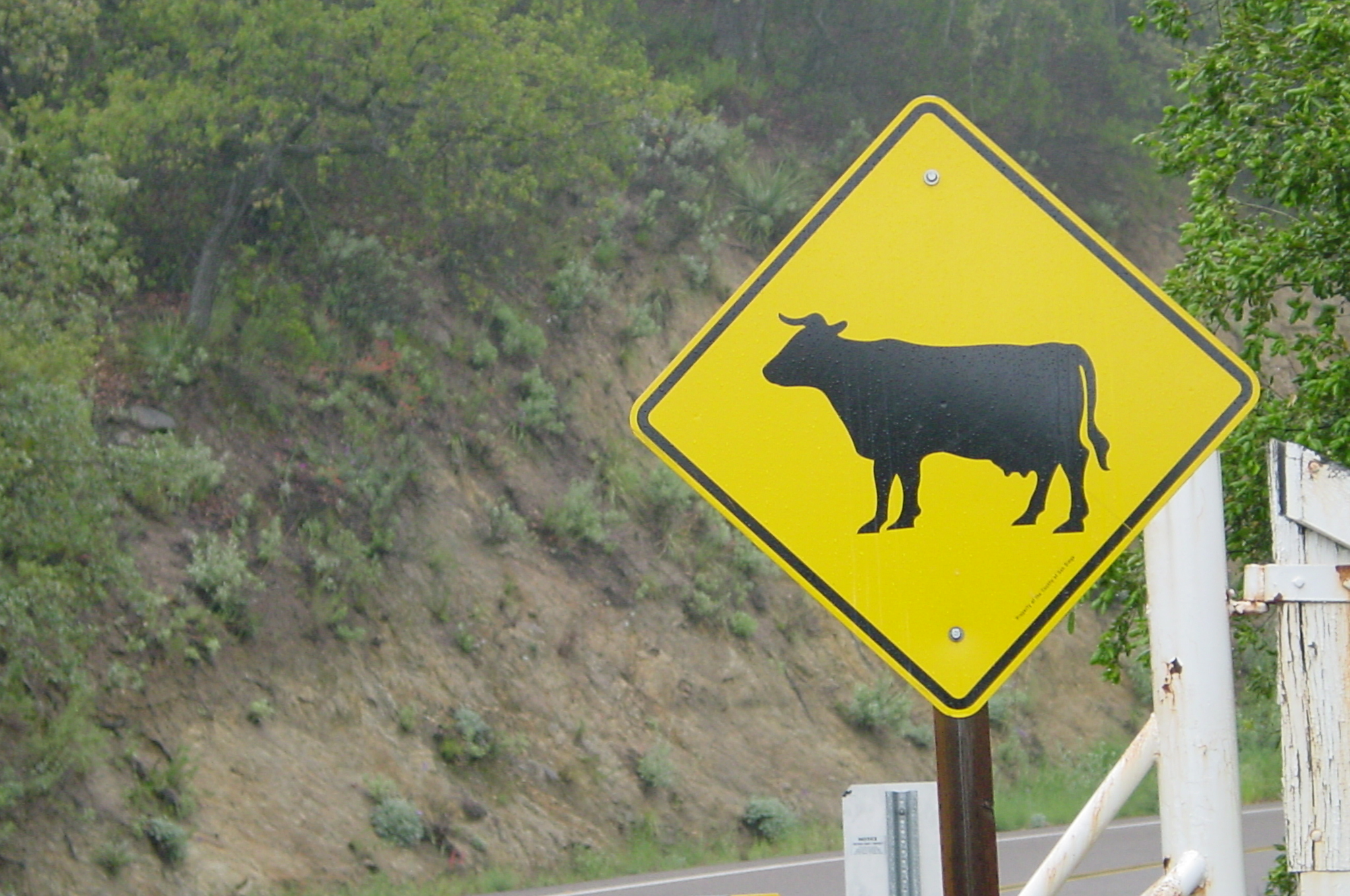
Panneau de signalisation en Californie.

### Amérique du Nord et Australie
C'est J.-Omer Martineau, un assistant ingénieur en chef du ministère de la Voirie du Québec qui, en 1923, a le premier l'idée d'utiliser au Canada des symboles en remplacement de textes sur les panneaux de signalisation routière.  En effet, à l'époque, les conducteurs ne savaient pas tous lire.  La même année, la Canadian Good Roads Condition Association adopte certains de ses éléments pictographiques pour le réseau routier canadien.
Les panneaux de circulation aux États-Unis ont été standardisés avec le Manual on Uniform Traffic Devices (MUTCD).
Les panneaux de signalisation normalisés au Québec se retrouvent dans le document Tome V - Signalisation routière.
Ces panneaux relèvent de la compétence du ministère des Transports du Québec.

### Europe
La résolution adoptée le 27 septembre 2011 par le Parlement européen, « demande l'harmonisation cohérente des panneaux routiers et des règles de circulation routière d'ici 2013 ; » et « observe qu'il faudra veiller à maintenir la signalisation suffisamment en bon état pour qu'elle garde toute sa clarté et sa précision, et à la remplacer en temps utile lorsque les circonstances l'exigent».

## Reconnaissance des panneaux

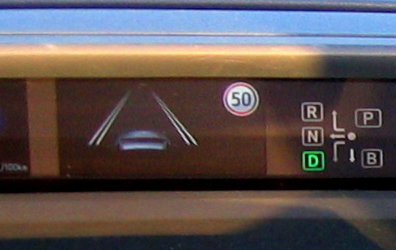
Affichage de la limitation de vitesse sur le tableau de bord.

De plus en plus de véhicules sont dotés de systèmes de reconnaissance automatique des panneaux, qui permettent notamment de reconnaître les limitations de vitesse, notamment nécessaires aux fonctions d'adaptation intelligente de la vitesse. De telles fonctions seront installées par défaut sur tous les véhicules neufs vendus dans un État membre de l'Union européenne ou au Royaume-Uni à partir de juillet 2024.
Le 23 juin 2021, un Catalogue des panneaux de signalisation routière est utilisé dans chaque État membre de l'UE,  pour évaluer la performance des systèmes d’adaptation intelligente de la vitesse défini dans le règlement délégué (UE) 2021/1958 de la Commission du 23 juin 2021.
La reconnaissance de panneaux peut ainsi couvrir des limitations de vitesse implicitement contenues dans des signalisation d'entrée dans les communes de certains pays ou certaines sorties d'autoroutes.